# 圣达米亚诺-阿尔科莱
圣达米亚诺-阿尔科莱（義大利語：San Damiano al Colle），是意大利帕维亚省的一个市镇。总面积6.44平方公里，人口735人，人口密度114.1人/平方公里（2009年）。国家统计（ISTAT）代码为018134。